# Dysoxylum spectabile
Dysoxylum spectabile är en tvåhjärtbladig växtart som först beskrevs av Georg Forster, och fick sitt nu gällande namn av Joseph Dalton Hooker. Arten ingår i släktet Dysoxylum och familjen Meliaceae. Inga underarter finns listade i Catalogue of Life.

## Utbredning
Dysoxylum spectabile växer i skogar längs kusten och i låglänta delar av Nordön på Nya Zeeland, samt i Marlborough Sounds på norra Sydön.